# (300114) 2006 UL335
(300114) 2006 UL335 es un asteroide perteneciente al cinturón de asteroides, descubierto el 17 de octubre de 2006 por el equipo del Catalina Sky Survey desde el Catalina Sky Survey, Arizona, Estados Unidos.

## Designación y nombre
Designado provisionalmente como 2006 UL335.

## Características orbitales
2006 UL335 está situado a una distancia media del Sol de 3,116 ua, pudiendo alejarse hasta 3,455 ua y acercarse hasta 2,777 ua. Su excentricidad es 0,108 y la inclinación orbital 10,70 grados. Emplea 2009,60 días en completar una órbita alrededor del Sol.

## Características físicas
La magnitud absoluta de 2006 UL335 es 15,4.